# San Donnino (Carpineti)
San Donnino is een plaats (frazione) in de Italiaanse gemeente Carpineti.